# Quận Sherman, Oregon
Quận Sherman là một quận nằm trong tiểu bang Oregon. Nó được đặt tên để vinh danh William Tecumseh Sherman, một vị tướng của Quân đội Liên bang trong Nội chiến Hoa Kỳ. Năm 2000, dân số của quận là 1.934. Quận lỵ là Moro.

## Địa lý
Theo Cục điều tra dân số Hoa Kỳ, quận có tổng diện tích là 831 dặm vuông (2.153 km²) trong đó đất chiếm 823 dặm vuông (2.132 km²) và nước chiếm 8 dặm vuông (21 km²) hay 0,96%.

### Các quận giáp ranh
- Quận Wasco, Oregon - tây, nam
- Quận Gilliam, Oregon - đông
- Quận Klickitat, Washington - bắc

## Lịch sử
Sherman được thành lập ngày 25 tháng 2 năm 1889 từ gốc phía đông bắc của Quận Wasco. Ranh giới của quận đã thay đổi chỉ 1 lần trong năm 1891 khi Nghị viện Hành pháp Oregon di chuyển đường ranh giới 18 dặm Anh xa về phía nam vào trong Quận Wasco.
Thị trấn Wasco được Nghị viện Lập pháp chọn là quận lỵ mặc dù cả Wasco và Moro tranh giành để được chọn lựa. Sau khi có thêm phần đất từ Quận Wasco, Moro cuối cùng giành được quyền trở thành quận lỵ.

## Các cộng đồng

### Các thành phố hợp nhất
- Grass Valley
- Moro
- Rufus
- Wasco

### Các cộng đồng chưa hợp nhấtvà nhữngnơi ấn định cho thống kê
- Biggs Junction
- Kent